# Matisia grandifolia
Matisia grandifolia är en malvaväxtart som beskrevs av Elbert Luther Little. Matisia grandifolia ingår i släktet Matisia och familjen malvaväxter. Inga underarter finns listade i Catalogue of Life.